# Сафирштайн, Регина
Регина Сафирштайн (1915 или 1916, Бендзин — 6 января 1945, 5 января 1945 или 9 января 1945, концлагерь Биркенау или концлагерь Освенцим, Верхняя Силезия) — участница еврейского подполья Освенцима. Она помогла спланировать и осуществить восстание зондеркоманды 7 октября 1944 года и за участие в операции была казнена в Освенциме-Биркенау вместе с тремя другими женщинами.

## Жизнь

### Семья
Регина родилась в 1915 году в Бедзине, Польша, в семье Йозефа и Розы Сафирштайн. Её отец управлял рестораном и баром перед их домом.
Регина была седьмой из восьми детей. Её братьями и сестрами были Хана Гитла, Мордехай, Исаак, Эзель, Тониам, Сесия и Давид. Дети посещали польские школы и дома говорили на идише.

### Бедзинское гетто
Регина и её семья, за исключением Мордехая, иммигрировавшего в США, были вынуждены поселиться в Бедзинском гетто, где отец её Регины умер от сердечного приступа. Её мать умерла ещё до того, как семья оказалась в гетто.
Находясь в гетто, Регина вышла замуж за Йозефа Сайнталя, который умер вскоре после свадьбы.

### Освенцимское восстание
В августе 1943 года Регина, её сестра, невестки и их дети были депортированы в Освенцим, где семья была разделена. Большинство членов семьи были немедленно убиты, а некоторые были отправлены на принудительные работы. Регину отправили на работу на заводе боеприпасов Weichsel-Union-Metalwerke или Union, где она работала мастером порохового цеха.
Во время работы на заводе Регина присоединилась к сопротивлению. Она вместе с другими заключенными, включая Алу Гертнер, сестёр Эстерку (Эстер) и Анну Вайцблюм и Роуз Грюнапфель Мет, контрабандой вывезла порох с завода и передала его борцу сопротивления Розе Роботе. Роза, заключённая, которая работала изготовителем одежды в Биркенау, затем передала порох зондеркоманде, группе узников лагерей смерти, которых заставляли утилизировать жертв газовых камер в крематориях.
7 октября 1944 года зондеркоманда применили порох для взрыва крематория IV в Биркенау. Ала, Роза, Эстер и Регина были задержаны и подвергнуты пыткам за участие в заговоре. Женщины были публично повешены в Освенциме-Биркенау 5 января 1945 года.
Брат Регины Мордехай, иммигрировавший в Соединённые Штаты, и её племянница Роуз Речник (Роза Ицкович) были единственными членами семьи Регины, пережившими Холокост.